# Noord-Duits voetbalkampioenschap 1911/12
In 1911/12 werd het zevende voetbalkampioenschap gespeeld dat georganiseerd werd door de Noord-Duitse voetbalbond. Holstein Kiel werd kampioen en plaatste zich voor de eindronde om de Duitse landstitel. De club versloeg BFC Preußen en BTuFC Viktoria 1889. In de finale won de club nipt met 1-0 van Karlsruher FV en werd landskampioen.

## Deelnemers aan de eindronde

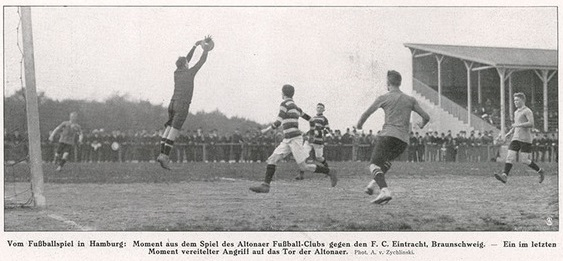
Krantenartikel over halve finale Altona-Braunschweig

| Club                      | Gekwalificeerd als          |
| ------------------------- | --------------------------- |
| FC Eintracht Braunschweig | Kampioen van Braunschweig   |
| FV Werder Bremen          | Kampioen van Bremen         |
| Altonaer FC 1893          | Kampioen van Hamburg-Altona |
| FC Eintracht Hannover     | Kampioen van Hannover       |
| FV Holstein Kiel          | Kampioen van Kiel           |
| Seminar FC 07 Lübeck      | Vicekampioen van Lübeck     |
| Rostocker FC 1895         | Kampioen van Mecklenburg    |
| Marine SC Wilhelmshaven   | Kampioen van Oldenburg      |
| Rendsburger FC            | Kampioen van Sleeswijk      |

## Eindronde

### Kwalificatie
|               |                  |       |                      |  |
| 17 maart 1912 | FV Holstein Kiel | 9 – 0 | Seminar FC 07 Lübeck |  |
| 17 maart 1912 |                  |       |                      |  |

### Kwartfinale
De wedstrijden werden op 16 en 24 maart gespeeld. 
|  |                       |              |                           |  |
|  | FC Eintracht Hannover | 3 – 4 (n.v.) | FC Eintracht Braunschweig |  |
|  |                       |              |                           |  |

|  |                |        |                  |  |
|  | Rendsburger FC | 1 – 13 | FV Holstein Kiel |  |
|  |                |        |                  |  |

|  |                |              |                         |  |
|  | Bremer SC 1891 | 2 - 1 (n.v.) | Marine SC Wilhelmshaven |  |
|  |                |              |                         |  |

|  |                   |        |                  |  |
|  | Rostocker FC 1895 | 1 - 11 | Altonaer FC 1893 |  |
|  |                   |        |                  |  |

### Halve Finale
|               |                           |       |                  |  |
| 31 maart 1912 | FC Eintracht Braunschweig | 3 – 1 | Altonaer FC 1893 |  |
| 31 maart 1912 |                           |       |                  |  |

|               |                  |       |                |  |
| 31 maart 1912 | FV Holstein Kiel | 5 – 0 | Bremer SC 1891 |  |
| 31 maart 1912 |                  |       |                |  |

### Finale
|               |                  |       |                           |         |
| 21 april 1912 | FV Holstein Kiel | 3 – 2 | FC Eintracht Braunschweig | Hamburg |
| 21 april 1912 |                  |       |                           | Hamburg |